# Centro storico di Guimarães
Il centro storico di Guimarães è un'area della città di Guimarães, in Portogallo, di impianto medievale con una superficie di 16 ettari che ha mantenuto una ricchezza di tipologie edilizie dal Medioevo al XIX secolo.
Dal 2001 è inserito nella lista del patrimonio mondiale dell'UNESCO. Il 19 settembre 2023 l'area tutelata dall'UNESCO è stata estesa ad includere anche la zona di Couros, dove si sviluppò l'artigianato tradizionale della concia delle pelli.
Guimarães è strettamente legata alla formazione dell'identità nazionale e della lingua portoghese nel XII secolo. Culla del regno, è il luogo di nascita di Afonso Henriques, il primo re del Portogallo che nel 1139 dichiarò l'indipendenza del paese.

## Descrizione
L'impianto urbanistico originario del centro storico di Guimarães non ha subito significative modificazioni e si sviluppava attorno a due siti: il castello sulla collina e il monastero di Mumadona nella valle, riuniti dallo stesso recinto di mura nel XVI secolo.
Sulla sua sporgenza rocciosa, il castello dell'XI secolo con mura merlate, più volte modificato e restaurato, è un pregevole esempio di architettura militare medievale. Anche altri edifici rivelano un grande interesse storico, tra cui l'abbazia di Nossa Senhora de Oliveira, fondata nel XII secolo in stile gotico portoghese, e la sobria chiesa romanica di Sao Miguel do Castelo, nel parco del castello, consacrata nel 1239. Il vasto Paço dos Duques de Bragança, con la sua architettura nordeuropea, completamente restaurato, è diventato un museo aperto al pubblico. In Praça da Oliveira, di fronte alla chiesa di Nossa Senhora, c'è un arco gotico del XIV secolo che commemora la vittoria di Alfonso IV nella battaglia di Padrão do Salado e l'antico municipio del XVI secolo sovrastante una bella serie di portici che si aprono sulla piazza. Rua de Santa Maria, una delle strade più antiche di Guimarães che collegava la parte bassa alla parte alta della città, è scandita da numerose testimonianze architettoniche come il convento di Santa Clara del XVII secolo, la Casa dos Peixotos e la Casa Gótica dos Valadares.
La maggior parte degli edifici ha un'architettura essenziale chiamata arquitectura chã, adottata durante l'unione tra Portogallo e Spagna, che mostra il sentimento dell’identità portoghese in reazione al barocco spagnolo. Le case ed i palazzi borghesi più nobili sono caratterizzati dall'utilizzo della pietra tagliata in granito. Nel XVII secolo solo il piano terra è in granito, i piani si elevano secondo metodi di costruzione tipici legati alla struttura in legno e muratura conosciuta come taipa de rodízio, e dal XIX secolo di taipa de fasquio dove i muri portanti uniscono intelaiature di legno con un riempimento di Pisé o Torchis. Questa tecnologia costruttiva è utilizzata ancora oggi per il restauro degli edifici a Guimarães, e avrebbe conosciuto ampia diffusione anche nell'impero coloniale portoghese.

## Galleria d'immagini

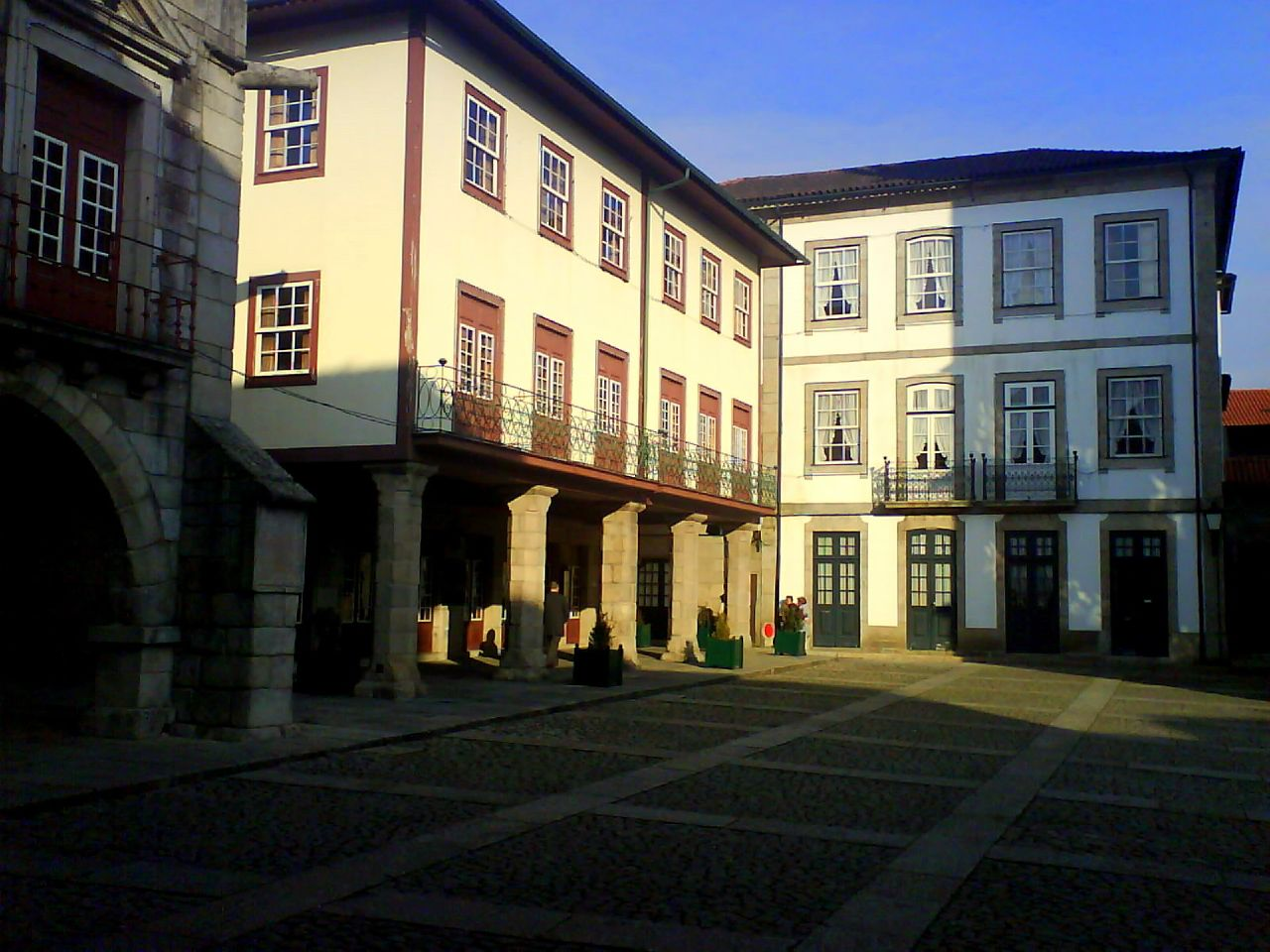
Antico municipio e altri edifici in Praça da Oliveira
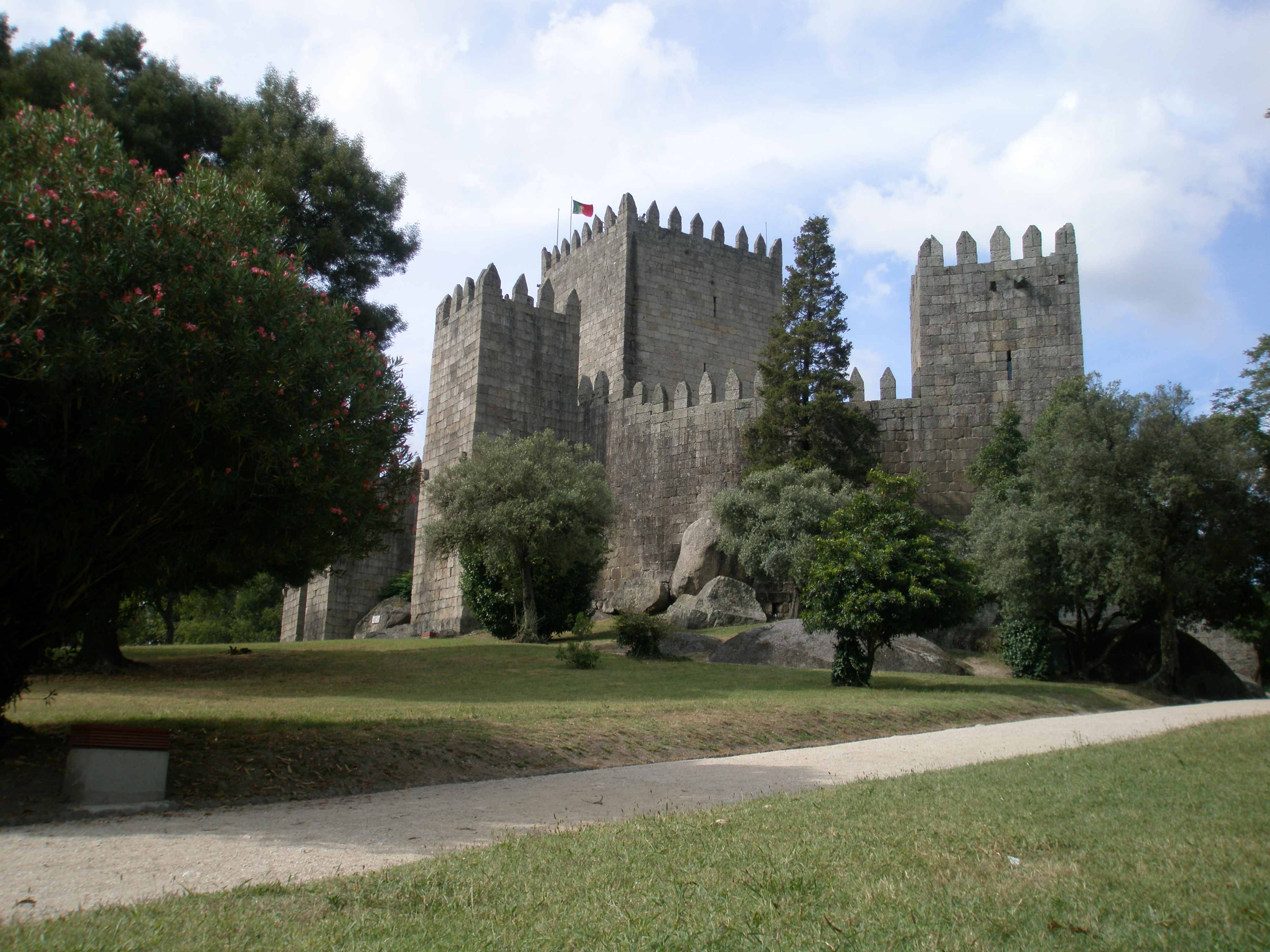
Castello di Guimarães
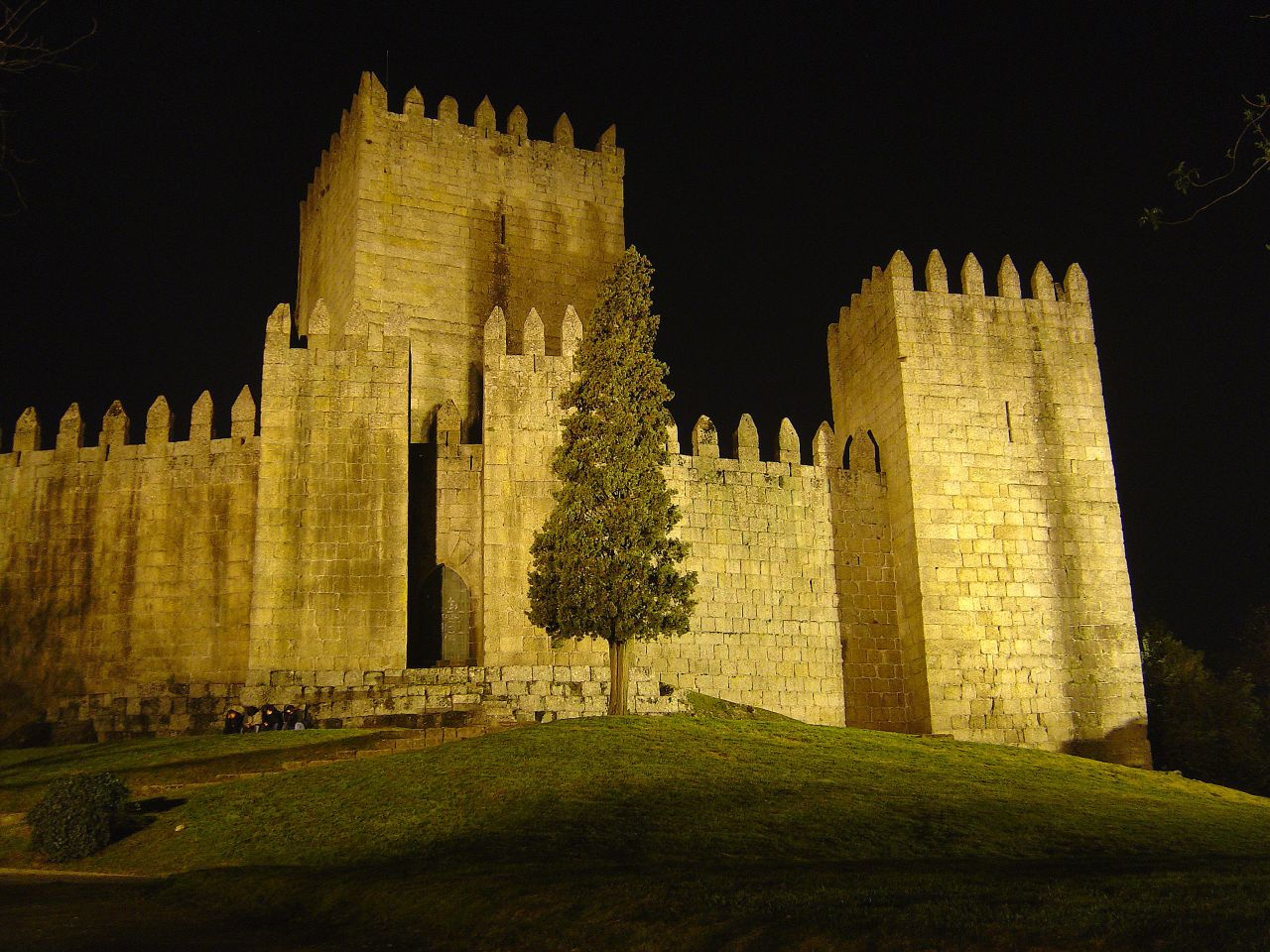
Veduta notturna del castello
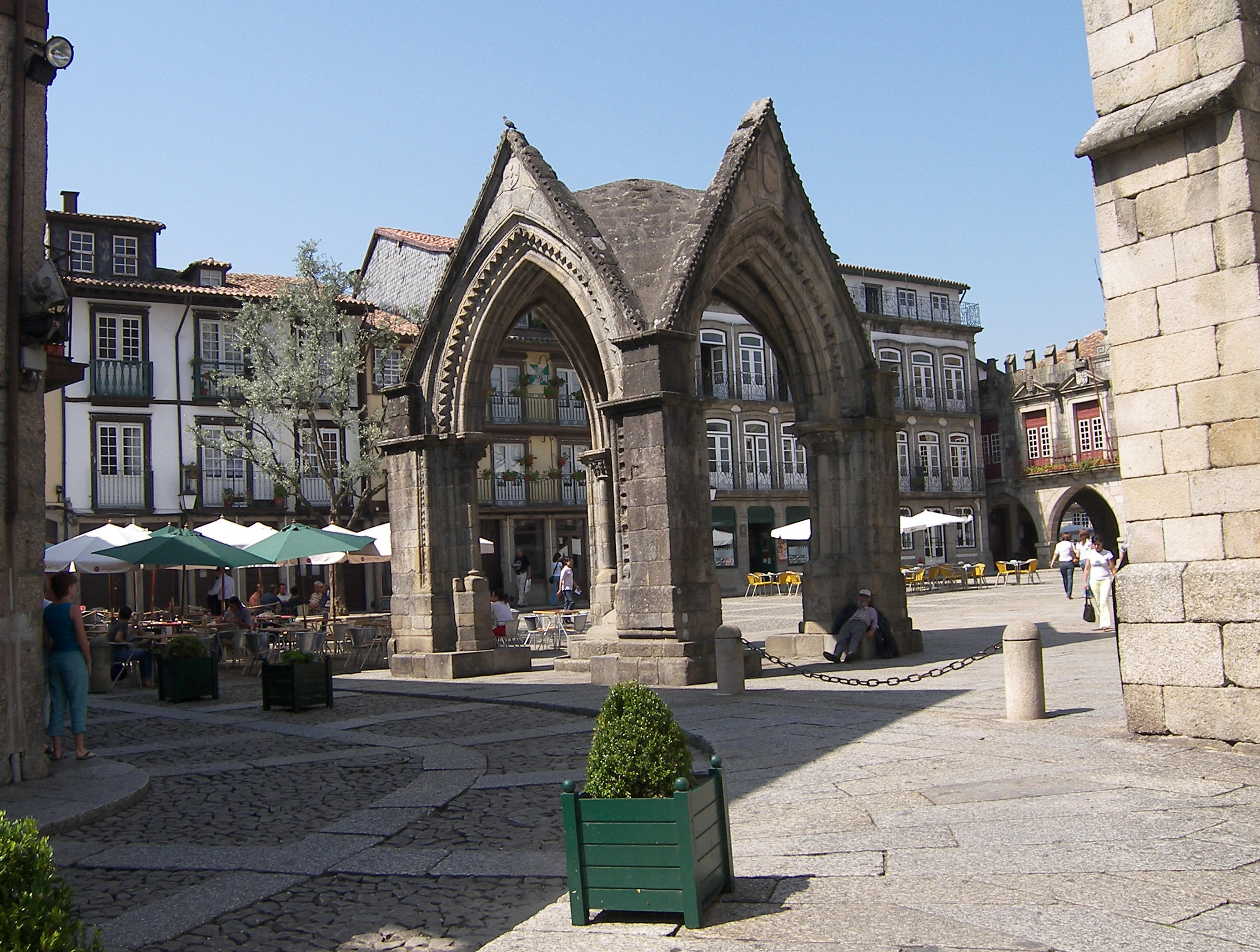
Praça da Oliveira  l'Arco del XIV secolo
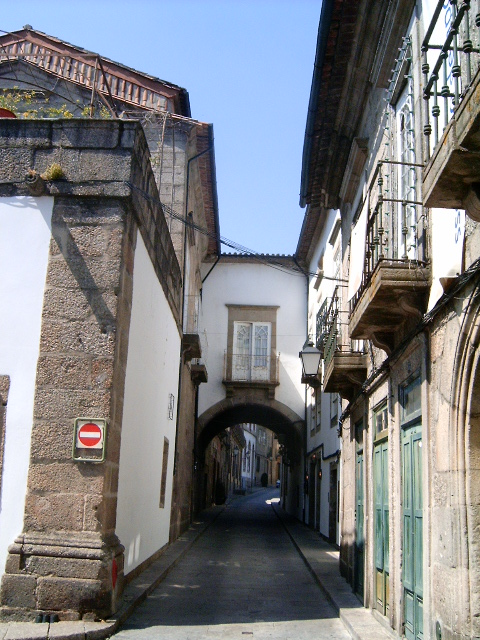
Rua Santa Maria